# Sebastián Fernández (autocoureur)
Sebastián Fernández Wahbeh (Caracas, 12 juli 2000) is een Venezolaans-Spaans autocoureur.

## Carrière
Fernández begon zijn autosportcarrière in het karting in 2009, waarin hij tot 2015 actief bleef. In 2016 maakte hij de overstap naar het formuleracing, waarbij hij debuteerde in het Italiaanse Formule 4-kampioenschap bij het team RB Racing. Hij behaalde een vierde plaats op het Autodromo Vallelunga als beste klassering voordat hij voor het laatste raceweekend op het Autodromo Nazionale Monza de overstap maakte naar Kfzteile24 Mücke Motorsport. Voor dit team behaalde hij in het laatste weekend twee pole positions en één overwinning, waardoor hij vijftiende werd in het kampioenschap met 55 punten. Daarnaast nam hij ook deel aan enkele races van de ADAC- en Spaanse Formule 4-kampioenschappen voor respectievelijk RB Racing en MP Motorsport. In het ADAC-kampioenschap behaalde hij vier punten met een achtste plaats op de Red Bull Ring op weg naar de 25e plaats in de eindstand. In het Spaanse kampioenschap nam hij enkel deel als gastcoureur, maar behaalde wel twee podiumplaatsen op het Circuit de Barcelona-Catalunya.
In de winter van 2017 reed Fernández in twee raceweekenden van het Verenigde Arabische Emiraten Formule 4-kampioenschap voor het Team Motopark. Met één overwinning op de Dubai Autodrome werd hij tiende in het klassement met 65 punten. Aansluitend keerde hij terug naar de Italiaanse Formule 4, waarin hij overstapte naar het team Bhaitech. Hij kende een goede seizoensstart waarbij hij alle drie de races op het Misano World Circuit Marco Simoncelli winnend afsloot, maar in de rest van het seizoen stond hij slechts tweemaal op het podium met twee additionele zeges op het Circuit Mugello. Met 197 punten werd hij vierde in het kampioenschap. Tevens reed hij als gastcoureur in het raceweekend op de Red Bull Ring van de ADAC Formule 4, waarin een twaalfde plaats zijn beste resultaat was.
In 2018 maakte Fernández zijn Formule 3-debuut in het Europees Formule 3-kampioenschap, waarin hij terugkeerde bij het team Motopark. Hij kende echter een moeilijk jaar, waarin hij enkel met een tiende plaats op de Norisring en een achtste plaats op Spa-Francorchamps tot scoren wist te komen. Met vijf punten eindigde hij op plaats 21 in het kampioenschap.
In 2019 ging de Europese Formule 3 op in het FIA Formule 3-kampioenschap, waarin Fernández voor Campos Racing uitkwam. Ook hierin kende hij een lastig jaar, waarin hij geen punten wist te scoren. Met een twaalfde plaats in het openingsweekend op het Circuit de Barcelona-Catalunya als beste klassering eindigde hij op plaats 27 in het klassement.
In 2020 stapte Fernández binnen de FIA Formule 3 over naar het team ART Grand Prix. Hij kwalificeerde zich op pole position tijdens de eerste race op de Red Bull Ring, maar na een ongeluk in de eerste bocht wist hij de race niet te finishen. Gedurende het seizoen finishte hij zeven keer in de top 10, met een vijfde plaats op de Hungaroring als beste klassering. Met 31 punten werd hij veertiende in het kampioenschap.